# Josep Oliver Aixalà
Josep Oliver Aixalà (Reus, segles XIX i XX) va ser un jutge i polític reusenc del que es coneix la seva actuació, entre els anys 1870 i 1884.
D'ideologia republicana i proper al Partit Republicà Democràtic Federal, va estudiar lleis a la Universitat de Barcelona i l'any 1871 (o potser abans) era jutge municipal a Reus, càrrec que va mantenir durant la Primera República. Era també regidor a l'Ajuntament de Reus, i a l'octubre de 1874 va ser alcalde accidental per absència de l'alcalde titular Antoni Pascual Vallverdú.
El 1880 va ser nomenat alcalde de Reus, en substitució de Tomàs Abelló Llopart, nomenat per Reial Ordre, que no va voler prendre possessió del càrrec. Durant el seu mandat es va organitzar un homenatge als morts en el combat de Morell i Vilallonga, una acció bèl·lica de la Primera guerra carlina que va tenir lloc l'1 de març de 1838 als voltants dels pobles del Morell i Vilallonga quan un batalló de milicians liberals reusencs va caure en un parany dels carlins i en van morir 130. A l'acte hi van assistir alguns membres supervivents d'aquell batalló de la Milícia Nacional.
Va assistir a un míting obrer celebrat als Jardins de l'Euterpe cap a la meitat del seu mandat. Pel mes de juliol de 1881 va prendre possessió com a alcalde, també de Reial Ordre, el seu substitut, Joan Grau Ferrer.